# Bromma socken, Skåne
Bromma socken i Skåne ingick i Herrestads härad, ingår sedan 1971 i Ystads kommun och motsvarar från 2016 Bromma distrikt.
Socknens areal är 9,66 kvadratkilometer varav 9,61 land. År 2000 fanns här 281 invånare.  Orten Bussjö samt kyrkbyn Bromma med sockenkyrkan Bromma kyrka ligger i socknen. 

## Administrativ historik
Socknen har medeltida ursprung. 
Vid kommunreformen 1862 övergick socknens ansvar för de kyrkliga frågorna till Bromma församling och för de borgerliga frågorna bildades Bromma landskommun. Landskommunen uppgick 1952 i Herrestads landskommun som uppgick 1971 i Ystads kommun. Församlingen uppgick 2002 i Sövestadsbygdens församling.
1 januari 2016 inrättades distriktet Bromma, med samma omfattning som församlingen hade 1999/2000.  
Socknen har tillhört län, fögderier, tingslag och domsagor enligt vad som beskrivs i artikeln Herrestads härad. De indelta soldaterna tillhörde Södra skånska infanteriregementet, Herresta kompani.

## Geografi
Bromma socken ligger norr om Ystad. Socknen är en småkuperad odlingsbygd.

## Fornlämningar
Från stenåldern är ett tiotal boplatser funna. Från bronsåldern finns tre gravhögar. 

## Namnet
Namnet skrevs 1344 Bramä och kommer från kyrkbyn. Namnet har antagits bildats från bram, 'något utstickande; kant' syftande på kyrkbyns läge vid en åsrand. Alternativt kan det innehålla brom, 'fint ris, det yttersta av lövkvistar' syftande på ett skogsbestånd.